# Espen Aarnes Hvammen

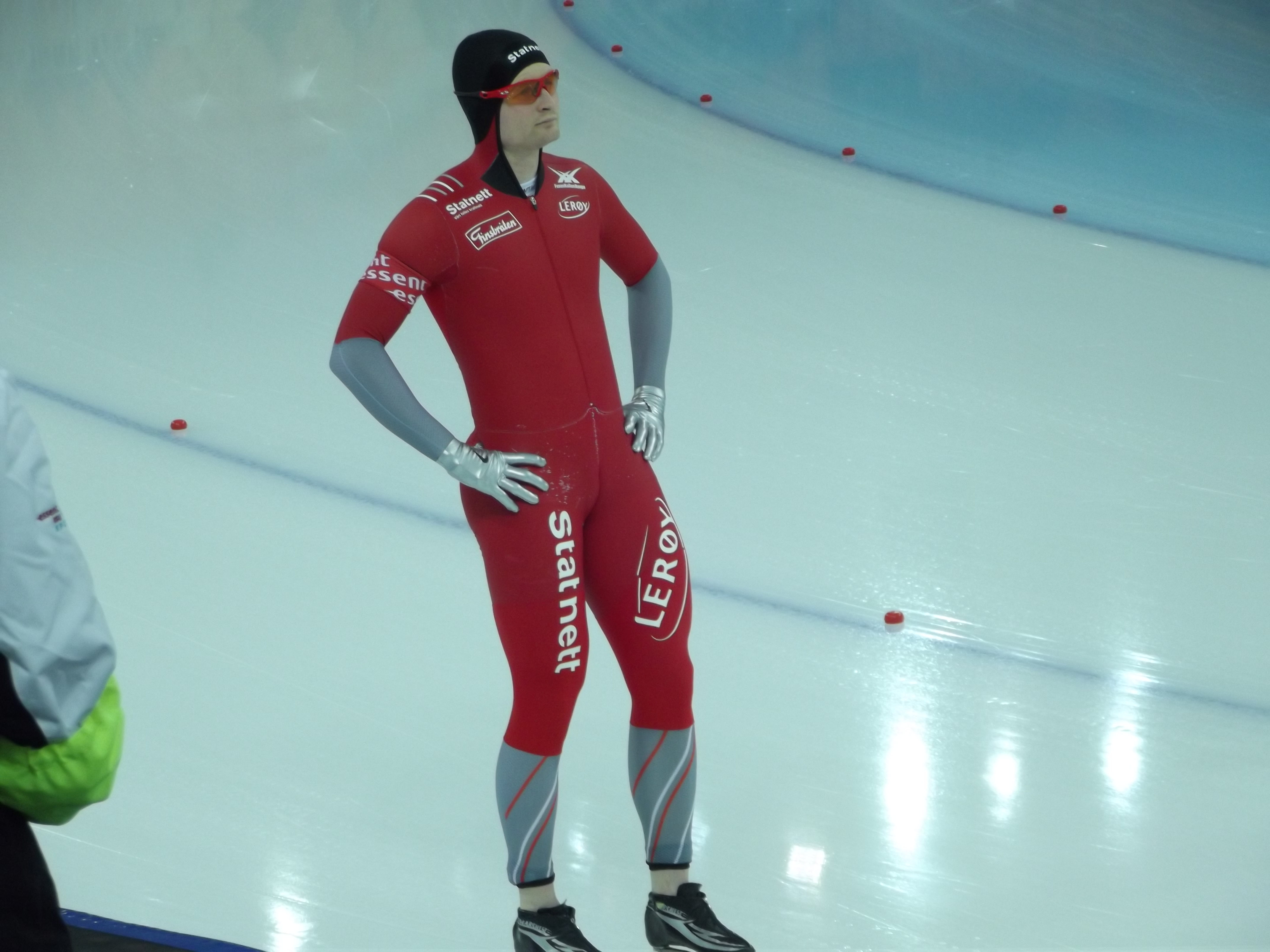
Espen Aarnes Hvammen tijdens de WK afstanden 2013

Espen Aarnes Hvammen (Minnesund, 13 november 1988) is een Noors langebaanschaatser. Hij is vooral een specialist op de korte afstanden als de 500 meter.
Op 20 oktober 2014 liet Hvammen weten de rentree van Pavel Koelizjnikov na twee jaar dopingschorsing zeer onwenselijk te vinden en te wantrouwen toen hij na de beste seizoenstijd van Kulizhnikov 34,90 op de 500 meter tweette Once a doper, always a doper!,

## Persoonlijk records
| Afstand    | Tijd    | Datum            | Baan           |
| ---------- | ------- | ---------------- | -------------- |
| 500 meter  | 34,46   | 22 november 2015 | Salt Lake City |
| 1000 meter | 1.08,78 | 14 november 2015 | Calgary        |
| 1500 meter | 1.55,18 | 9 augustus 2008  | Hamar          |
| 3000 meter | 4.15,79 | 5 februari 2006  | Hamar          |
| 5000 meter | 8.05,31 | 19 februari 2006 | Trondheim      |

## Resultaten
| Jaar | EK Sprint              | WK Sprint                | WK Afstanden       | Olympische Spelen  | Wereldbeker        |
| ---- | ---------------------- | ------------------------ | ------------------ | ------------------ | ------------------ |
| 2010 |                        | NC31 (32e, 29e, 29e, -)  |                    |                    | 28e 500m 49e 1000m |
| 2011 |                        |                          | 16e 500m 15e 1000m |                    | 18e 500m 35e 1000m |
| 2012 |                        | 20e (16e, 16e, 23e, 22e) | 20e 500m 24e 1000m |                    | 40e 500m 43e 1000m |
| 2013 |                        | NC25 (20e, 21e, 14e, -)  | 18e 500m 20e 1000m |                    | 27e 500m 24e 1000m |
| 2014 |                        | 17e (7e, 21e, 12e, 19e)  |                    | 12e 500m 31e 1000m | 24e 500m 0p 1000m  |
| 2015 |                        | 5e (7e, 15e, 6e, 6e)     | 7e 500m            |                    | 9e 500m 36e 1000m  |
| 2016 |                        | 15e (11e, 22e, 11e, 17e) | 14e 500m           |                    | 11e 500m 20e 1000m |
| 2017 | 9e (10e, 10e, 5e, 10e) | 17e (13e, 19e, 15e, 19e) |                    |                    | 28e 500m 58e 1000m |
| 2018 |                        |                          |                    |                    | 0p 500m            |

1. ↑  "Once a doper, always a doper" Twitter, 20 oktober 2014. Gearchiveerd op 25 april 2016.